# Antonio Nocerino
Antonio Nocerino, född 9 april 1985 i Neapel, är en italiensk fotbollsspelare som har spelat för bland annat AC Milan och Palermo. Han har även representerat det italienska landslaget.

## Spelarkarriär

### Klubblag
År 2007 skrev Nocerino på för Juventus i en affär på 3,7 miljoner euro. 2008 flyttade han till Palermo och värdesattes till 7,5 miljoner euro.
Nocerino köptes av Milan för 500 000 euro från Palermo i augusti 2011 i slutet av hans kontraktstid vilket förklarar den låga övergångssumman. Hans kontrakt med Milan sträcker sig fram till augusti 2016. Han gjorde sin debut för Milan i ett inhopp mot Lazio i september 2011 och fick i nästkommande match mot Barcelona spela från start samt göra sin debut i Uefa Champions League. Första målet gjorde han mot sitt gamla lag Palermo och mot Parma FC stod han för ett hat-trick.
2016 flyttade han till det amerikanska MLS-laget Orlando City där han spelade till 2017.

### Landslag
Nocerino startade sin landslagskarriär i Italienska U-19-laget. Han spelade även senare för U-20- och U-21-landslaget. Han var kapten för det Italienska U-21-landslaget i sommar-OS 2008 i Peking.
Sin debut i A-landslaget gjorde han i en vänskapslandskamp mot Sydafrika i oktober 2007.